# Gomelski Cup 2012
De Gomelski Cup 2012 was een basketbaltoernooi in Europa die in Moskou tussen 29 september 2012 en 30 september 2012 werd gehouden. Vier top teams uit EuroLeague Men namen deel aan dit toernooi - CSKA Moskou, Lokomotiv-Koeban Krasnodar, Olympiakos Piraeus en Žalgiris Kaunas. CSKA won het goud op het einde.
|  | halve finale (29 september) | halve finale (29 september) |    |                    | finale (30 september)      | finale (30 september) |
|  |                             |                             |    |                    |                            |                       |
|  |                             |                             |    |                    |                            |                       |
|  | Lokomotiv-Koeban Krasnodar  | 82                          |    |                    |                            |                       |
|  | Olympiakos Piraeus          | 79                          |    |                    |                            |                       |
|  |                             |                             |    |                    |                            |                       |
|  |                             |                             |    |                    |                            |                       |
|  |                             |                             |    |                    | Lokomotiv-Koeban Krasnodar | 65                    |
|  |                             | CSKA Moskou                 | 82 |                    |                            |                       |
|  |                             |                             |    |                    |                            |                       |
|  |                             |                             |    |                    | Derde plaats               |                       |
|  |                             |                             |    |                    |                            |                       |
|  | CSKA Moskou                 | 89                          |    | Olympiakos Piraeus | 86                         |                       |
|  | Žalgiris Kaunas             | 87                          |    |                    | Žalgiris Kaunas            | 75                    |

## Eindklassering
| #      | Land                       |
| ------ | -------------------------- |
| Goud   | CSKA Moskou                |
| Zilver | Lokomotiv-Koeban Krasnodar |
| Brons  | Olympiakos Piraeus         |
| 4      | Žalgiris Kaunas            |

2008 · 2009 · 2010 · 2011 · 2012 · 2013 · 2014 · 2015 · 2016 · 2017 · 2018 · 2019 · 2020